# Ronde van Oostenrijk 2016
De 68e editie van de wielerwedstrijd Ronde van Oostenrijk (officieel: Österreich-Rundfahrt) vond in 2016 plaats van 2 tot en met 9 juli. De start was in Kitzbüheler Horn, de finish in Wenen. De ronde maakte deel uit van de UCI Europe Tour 2016, in de categorie 2.1.

## Deelnemende ploegen
| WorldTour       | ProContinentaal              | Continentaal                   |
| --------------- | ---------------------------- | ------------------------------ |
| Astana Pro Team | Bardiani CSF                 | Amplatz-BMC                    |
|                 | Cofidis                      | Hrinkow Advarics Cycleang Team |
|                 | CCC Sprandi Polkowice        | Felbermayr-Simplon Wels        |
|                 | Roompot Oranje Peloton       | Tirol                          |
|                 | Delko Marseille Provence KTM | Vorarlberg                     |
|                 | Wanty-Groupe Gobert          | WSA-Greenlife                  |
|                 | Drapac Professional Cycling  | Adria Mobil                    |
|                 | Team Roth                    | Wibatech Fuji                  |
|                 | Stölting Service Group       |                                |

## Etappe-overzicht
| etappe  | datum  | start             | finish           | type                | afstand  | winnaar           | klassementsleider |
| ------- | ------ | ----------------- | ---------------- | ------------------- | -------- | ----------------- | ----------------- |
| Proloog | 2 juli | Kitzbüheler Horn  | Kitzbüheler Horn | Individuele tijdrit | 0,6 km   | Will Clarke       | Will Clarke       |
| 1e      | 3 juli | Innsbruck         | Salzburg         | Vlakke rit          | 186,2 km | Nicola Ruffoni    | Nicola Ruffoni    |
| 2e      | 4 juli | Mondsee           | Steyr            | Vlakke rit          | 196,1 km | Clément Venturini | Andrea Pasqualon  |
| 3e      | 5 juli | Ardagger          | Sonntagberg      | Heuvelrit           | 181,3 km | Brendan Canty     | Markus Eibegger   |
| 4e      | 6 juli | Rottenmann        | Edelweissspitze  | Bergrit             | 183 km   | Jan Hirt          | Jan Hirt          |
| 5e      | 7 juli | Millstatt         | Dobratsch        | Bergrit             | 147,3 km | Simone Sterbini   | Jan Hirt          |
| 6e      | 8 juli | Graz              | Stegersbach      | Heuvelrit           | 203,9 km | Nicola Ruffoni    | Jan Hirt          |
| 7e      | 9 juli | Bad Tatzmannsdorf | Wenen            | Heuvelrit           | 179,8 km | Frederik Backaert | Jan Hirt          |

## Eindstand
| Algemeen klassement |                     |                              |           |
| Plaats              | Naam                | Ploeg                        | Tijd      |
| Gele trui           | Jan Hirt            | CCC Sprandi Polkowice        | 30h52'09" |
| 2                   | Guillaume Martin    | Wanty-Groupe Gobert          | + 1'17"   |
| 3                   | Patrick Schelling   | Vorarlberg                   | + 1'29"   |
| 4                   | Delio Fernández     | Delko Marseille Provence KTM | + 1'31"   |
| 5                   | Stéphane Rossetto   | Cofidis                      | + 1'49"   |
| 6                   | Hermann Pernsteiner | Amplatz-BMC                  | + 2'21"   |
| 7                   | Markus Eibegger     | Felbermayr-Simplon Wels      | + 3'21"   |
| 8                   | Brendan Canty       | Drapac Professional Cycling  | + 3'28"   |
| 9                   | David Belda         | Team Roth                    | + 3'46"   |
| 10                  | Marco Minnaard      | Wanty-Groupe Gobert          | + 4'19"   |
|                     |                     |                              |           |
| 11                  | Thomas Degand       | Wanty-Groupe Gobert          | + 4'48"   |

## Organisatie
De organisatie (Österreichischer Radsport-Verband) ontving een subsidie van € 10.000 vanuit de deelstaat Stiermarken, in het kader van een subsidieregeling voor evenementen en daarnaast nog eens een subsidie van € 10.000 voor de organisatie van de start van de 6e etappe op 8 juli 2016 in Graz, Karmeliterplatz.
1949 ·
1950 ·
1951 ·
1952 ·
1953 ·
1954 ·
1955 ·
1956 ·
1957 ·
1958 ·
1959 ·
1960 ·
1961 ·
1962 ·
1963 ·
1964 ·
1965 ·
1966 ·
1967 ·
1968 ·
1969 ·
1977 ·
1971 ·
1972 ·
1973 ·
1974 ·
1975 ·
1976 ·
1977 ·
1978 ·
1979 ·
1980 ·
1981 ·
1982 ·
1983 ·
1984 ·
1985 ·
1986 ·
1987 ·
1988 ·
1989 ·
1990 ·
1991 ·
1992 ·
1993 ·
1994 ·
1995 ·
1996 ·
1997 ·
1998 ·
1999 ·
2000 ·
2001 ·
2002 ·
2003 · 2004 · 2005 · 2006 · 2007 · 2008 · 2009 · 2010 · 2011 · 2012 · 2013 · 2014 · 2015 · 2016 · 2017 · 2018 · 2019 · 2020-2022 · 2023 · 2024
Etappewedstrijden

 Ster van Bessèges · 
 Ronde van Valencia · 
 La Méditerranéenne · 
 Ronde van de Algarve · 
 Ruta del Sol · 
 Ronde van de Haut-Var · 
 Ronde van de Provence · 
 Driedaagse van West-Vlaanderen · 
 Internationale Wielerweek · 
 Internationaal Wegcriterium · 
 Driedaagse van De Panne-Koksijde · 
 Ronde van de Sarthe · 
 Ronde van Castilië en León · 
 Ronde van Trentino · 
 Ronde van Kroatië · 
 Ronde van Turkije · 
 Ronde van Yorkshire · 
 Ronde van Asturië · 
 Ronde van Azerbeidzjan · 
 Vierdaagse van Duinkerke · 
 Ronde van Madrid · 
 Ronde van Picardië · 
 Ronde van Cova da Beira · 
 Ronde van Noorwegen · 
 World Ports Classic · 
 Ronde van België · 
 Ronde van Estland · 
 Ronde van Luxemburg · 
 Boucles de la Mayenne · 
 Ster ZLM Toer · 
 Ronde van Slovenië · 
 Ronde van Oostenrijk · 
 Sibiu Cycling Tour · 
 Ronde van Rhône Alpes-Valromey · 
 Ronde van Wallonië · 
 Ronde van Denemarken · 
 Ronde van Portugal · 
 Ronde van Burgos · 
 Ronde van Gévaudan Languedoc-Roussillon · 
 Ronde van de Ain · 
 Ronde van Tsjechië · 
 Arctic Race of Norway · 
 Ronde van de Limousin · 
 Ronde van Poitou-Charentes · 
 Tour des Fjords · 
 Ronde van Groot-Brittannië · 
 Ronde van Toscane · 
 Eurométropole Tour
Eendaagse wedstrijden

 Trofeo Felanitx-Ses Salines-Campos-Porreres · 
 Trofeo Pollença-Port de Andratx · 
 Trofeo Serra de Tramuntana · 
 Trofeo Playa de Palma-Palma · 
 GP La Marseillaise · 
 Grote Prijs van de Etruskische Kust · 
 Ronde van Murcia · 
 Clásica de Almería · 
 Trofeo Laigueglia · 
 Omloop Het Nieuwsblad · 
 Classic Sud Ardèche · 
 GP Lugano · 
 Kuurne-Brussel-Kuurne · 
 La Drôme Classic · 
 Le Samyn · 
 Strade Bianche · 
 GP Industria & Artigianato · 
 Ronde van Drenthe · 
 Nokere Koerse · 
 GP Nobili Rubinetterie · 
 Handzame Classic · 
 Classic Loire-Atlantique · 
 Grote Prijs van Cholet-Pays de Loire · 
 Dwars door Vlaanderen · 
 Route Adélie de Vitré · 
 Grote Prijs Miguel Indurain · 
 Volta Limburg Classic · 
 Ronde van La Rioja · 
 Parijs-Camembert · 
 Scheldeprijs · 
 Klasika Primavera · 
 Brabantse Pijl · 
 GP Denain · 
 Ronde van de Finistère · 
 Ronde van de Apennijnen · 
 Tro-Bro Léon · 
 La Roue Tourangelle · 
 Rund um den Finanzplatz Eschborn-Frankfurt · 
 Velothon Wales · 
 Grote Prijs van de Somme · 
 Grote Prijs van Plumelec · 
 Boucles de l'Aulne  · 
 Velothon Berlin · 
 GP Kanton Aargau · 
 Ronde van Keulen · 
 Ronde van Limburg · 
 Velothon Copenhagen · 
 Halle-Ingooigem · 
 GP Cerami · 
 Velothon Stuttgart · 
 Prueba Villafranca de Ordizia · 
 Rad am Ring · 
 Circuito de Getxo · 
 RideLondon Classic · 
 Polynormande · 
 Dwars door het Hageland · 
 Arnhem-Veenendaal Classic · 
 GP Jef Scherens · 
 GP Stad Zottegem · 
 Druivenkoers Overijse · 
 Schaal Sels · 
 Brussels Cycling Classic · 
 GP Fourmies · 
 Velothon Stockholm · 
 Ronde van de Doubs · 
 GP van Wallonië · 
 Coppa Bernocchi · 
 Coppa Agostoni · 
 Kampioenschap van Vlaanderen · 
 Grote Prijs Impanis-Van Petegem · 
 Memorial Marco Pantani · 
 GP van Isbergues · 
 GP Industria & Commercio di Prato · 
 Coppa Sabatini · 
 Ronde van Emilia · 
 Duo Normand · 
 GP Beghelli · 
 Ronde van de Drie Valleien · 
 Milaan-Turijn · 
 Ronde van Piemonte · 
 Ronde van de Vendée · 
 Ronde van het Münsterland · 
 Binche-Chimay-Binche · 
 Parijs-Bourges · 
 Parijs-Tours · 
 Nationale Sluitingsprijs